# فردریک فخلن
فردریک فخلن (انگلیسی: Frederik Veuchelen؛ زادهٔ ۴ سپتامبر ۱۹۷۸) دوچرخه‌سوار اهل بلژیک است.
از باشگاه‌هایی که در آن بازی کرده‌است می‌توان به اسپورت فلاندر-بالوزه، تیم دوچرخه‌سواری وکانسولیل–دی‌سی‌ام، و وانتی–گروپ گوبر اشاره کرد.